# CONSUR Sevens 2019
CONSUR Sevens 2019 – jedenaste mistrzostwa strefy CONSUR w rugby 7 mężczyzn, oficjalne międzynarodowe zawody rugby 7 o randze mistrzostw kontynentu organizowane przez Confederación Sudamericana de Rugby mające na celu wyłonienie najlepszej męskiej reprezentacji narodowej w tej dyscyplinie sportu w strefie CONSUR, które odbyły się w stolicy Chile, Santiago w dniach 29–30 czerwca 2019 roku. Turniej służył również jako kwalifikacja do turnieju rugby 7 na Letnich Igrzyskach Olimpijskich 2020.
Pierwszy dzień z kompletem zwycięstw zakończyły reprezentacje Argentyny i Brazylii. Bezpośredni awans na LIO 2020 uzyskali Argentyńczycy, którzy w całym turnieju pozwolili rywalom na zdobycie jedynie pięciu punktów. W finale wyraźnie pokonali Brazylijczyków, którzy tym samym otrzymali prawo gry w Igrzyskach Panamerykańskich 2019 i wraz z Chilijczykami w światowym turnieju kwalifikacyjnym do tokijskich igrzysk.

## Informacje ogólne
Zawody zostały rozegrane w dniach 29–30 czerwca 2019 roku na boisku Old Grangonian Club w Santiago. Przystąpiło do nich dziesięć reprezentacji podzielonych na dwie pięciozespołowe grupy na podstawie wyników osiągniętych w regionalnych turniejach. W pierwszej fazie rywalizowały one w ramach grup systemem kołowym, po czym nastąpiła faza pucharowa – dwie czołowe drużyny z każdej grupy walczyły o medale, pozostałe zaś o poszczególne miejsca. Bezpośrednią kwalifikację na Letnie Igrzyska Olimpijskie 2020 uzyskiwał zwycięzca zawodów, dwa kolejne zespoły otrzymały natomiast prawo do występu w turnieju barażowym, dodatkowo najwyżej sklasyfikowana – prócz Chile, Argentyny i Urugwaju – uzyskała awans do turnieju rugby 7 na Igrzyskach Panamerykańskich 2019. Harmonogram gier opublikowano na trzy dni przed zawodami.
| Rozstawienie | Reprezentacja | Podstawa rozstawienia               |
| ------------ | ------------- | ----------------------------------- |
| 1.           | Argentyna     | Uczestnik World Rugby Sevens Series |
| 2.           | Chile         | Sudamérica Rugby Sevens 2019        |
| 3.           | Urugwaj       | Sudamérica Rugby Sevens 2019        |
| 4.           | Kolumbia      | Sudamérica Rugby Sevens 2019        |
| 5.           | Paragwaj      | Sudamérica Rugby Sevens 2019        |
| 6.           | Brazylia      | Sudamérica Rugby Sevens 2019        |
| 7.           | Wenezuela     | Igrzyska Boliwaryjskie 2017         |
| 8.           | Peru          | Igrzyska Boliwaryjskie 2017         |
| 9.           | Gwatemala     | CACSO 2018                          |
| 10.          | Kostaryka     | CACSO 2018                          |

W fazie grupowej spotkania toczone były bez ewentualnej dogrywki, za zwycięstwo, remis i porażkę przysługiwały odpowiednio trzy, dwa i jeden punkt, brak punktów natomiast za nieprzystąpienie do meczu. Przy ustalaniu rankingu po fazie grupowej w przypadku tej samej liczby punktów lokaty zespołów były ustalane kolejno na podstawie:
- wyniku meczu pomiędzy zainteresowanymi drużynami;
- lepszego bilansu punktów zdobytych i straconych;
- lepszego bilansu przyłożeń zdobytych i straconych;
- większej liczby zdobytych punktów;
- większej liczby zdobytych przyłożeń;
- wyższego przedturniejowego rozstawienia.

W przypadku remisu w fazie pucharowej organizowana była dogrywka składająca się z dwóch pięciominutowych części, z uwzględnieniem reguły nagłej śmierci.

## Faza grupowa

### Grupa A
| 29 czerwca 201914:30 | Kolumbia | 41:0 | Peru | Old Grangonian Club, Santiago |
| 29 czerwca 201914:30 |          | 41:0 |      | Old Grangonian Club, Santiago |

| 29 czerwca 201914:52 | Argentyna | 46:0 | Gwatemala | Old Grangonian Club, Santiago |
| 29 czerwca 201914:52 |           | 46:0 |           | Old Grangonian Club, Santiago |

| 29 czerwca 201916:33 | Paragwaj | 14:10 | Kolumbia | Old Grangonian Club, Santiago |
| 29 czerwca 201916:33 |          | 14:10 |          | Old Grangonian Club, Santiago |

| 29 czerwca 201916:55 | Argentyna | 53:0 | Peru | Old Grangonian Club, Santiago |
| 29 czerwca 201916:55 |           | 53:0 |      | Old Grangonian Club, Santiago |

| 29 czerwca 201918:36 | Kolumbia | 29:12 | Gwatemala | Old Grangonian Club, Santiago |
| 29 czerwca 201918:36 |          | 29:12 |           | Old Grangonian Club, Santiago |

| 29 czerwca 201918:58 | Argentyna | 42:5 | Paragwaj | Old Grangonian Club, Santiago |
| 29 czerwca 201918:58 |           | 42:5 |          | Old Grangonian Club, Santiago |

| 29 czerwca 201920:49 | Paragwaj | 24:7 | Peru | Old Grangonian Club, Santiago |
| 29 czerwca 201920:49 |          | 24:7 |      | Old Grangonian Club, Santiago |

| 30 czerwca 201912:00 | Paragwaj | 31:5 | Gwatemala | Old Grangonian Club, Santiago |
| 30 czerwca 201912:00 |          | 31:5 |           | Old Grangonian Club, Santiago |

| 30 czerwca 201912:22 | Argentyna | 43:0 | Kolumbia | Old Grangonian Club, Santiago |
| 30 czerwca 201912:22 |           | 43:0 |          | Old Grangonian Club, Santiago |

| 30 czerwca 201914:12 | Peru | 40:12 | Gwatemala | Old Grangonian Club, Santiago |
| 30 czerwca 201914:12 |      | 40:12 |           | Old Grangonian Club, Santiago |

### Grupa B
| 29 czerwca 201915:14 | Urugwaj | 36:0 | Wenezuela | Old Grangonian Club, Santiago |
| 29 czerwca 201915:14 |         | 36:0 |           | Old Grangonian Club, Santiago |

| 29 czerwca 201915:36 | Chile | 51:0 | Kostaryka | Old Grangonian Club, Santiago |
| 29 czerwca 201915:36 |       | 51:0 |           | Old Grangonian Club, Santiago |

| 29 czerwca 201917:17 | Brazylia | 19:15 | Urugwaj | Old Grangonian Club, Santiago |
| 29 czerwca 201917:17 |          | 19:15 |         | Old Grangonian Club, Santiago |

| 29 czerwca 201917:39 | Chile | 53:0 | Wenezuela | Old Grangonian Club, Santiago |
| 29 czerwca 201917:39 |       | 53:0 |           | Old Grangonian Club, Santiago |

| 29 czerwca 201919:20 | Brazylia | 14:0 | Chile | Old Grangonian Club, Santiago |
| 29 czerwca 201919:20 |          | 14:0 |       | Old Grangonian Club, Santiago |

| 29 czerwca 201919:42 | Urugwaj | 50:0 | Kostaryka | Old Grangonian Club, Santiago |
| 29 czerwca 201919:42 |         | 50:0 |           | Old Grangonian Club, Santiago |

| 29 czerwca 201921:11 | Brazylia | 55:7 | Wenezuela | Old Grangonian Club, Santiago |
| 29 czerwca 201921:11 |          | 55:7 |           | Old Grangonian Club, Santiago |

| 30 czerwca 201912:44 | Brazylia | 60:0 | Kostaryka | Old Grangonian Club, Santiago |
| 30 czerwca 201912:44 |          | 60:0 |           | Old Grangonian Club, Santiago |

| 30 czerwca 201913:06 | Chile | 42:5 | Urugwaj | Old Grangonian Club, Santiago |
| 30 czerwca 201913:06 |       | 42:5 |         | Old Grangonian Club, Santiago |

| 30 czerwca 201914:34 | Wenezuela | 19:24 | Kostaryka | Old Grangonian Club, Santiago |
| 30 czerwca 201914:34 |           | 19:24 |           | Old Grangonian Club, Santiago |

## Faza pucharowa

### Mecz o 9. miejsce
| 30 czerwca 201916:32 | Wenezuela | 22:12 | Gwatemala | Old Grangonian Club, Santiago |
| 30 czerwca 201916:32 |           | 22:12 |           | Old Grangonian Club, Santiago |

### Mecz o 7. miejsce
| 30 czerwca 201916:54 | Peru | 41:7 | Kostaryka | Old Grangonian Club, Santiago |
| 30 czerwca 201916:54 |      | 41:7 |           | Old Grangonian Club, Santiago |

### Mecz o 5. miejsce
| 30 czerwca 201917:16 | Kolumbia | 17:5 | Urugwaj | Old Grangonian Club, Santiago |
| 30 czerwca 201917:16 |          | 17:5 |         | Old Grangonian Club, Santiago |

### Cup
|  |                 |           |           |                   |   |           |           |       |
|  | Półfinały       | Półfinały | Półfinały |                   |   | Finał     | Finał     | Finał |
|  | Półfinały       | Półfinały | Półfinały |                   |   | Finał     | Finał     | Finał |
|  | 30 czerwca 2019 |           |           |                   |   |           |           |       |
|  |                 |           |           |                   |   |           |           |       |
|  | Argentyna       | Argentyna | 35        |                   |   |           |           |       |
|  | Argentyna       | Argentyna | 35        | 30 czerwca 2019   |   |           |           |       |
|  | Chile           | Chile     | 0         |                   |   |           |           |       |
|  | Chile           | Chile     | 0         |                   |   | Argentyna | Argentyna | 26    |
|  | 30 czerwca 2019 |           |           |                   |   | Argentyna | Argentyna | 26    |
|  |                 |           | Brazylia  | Brazylia          | 0 |           |           |       |
|  | Brazylia        | Brazylia  | Brazylia  | Brazylia          | 0 | 14        |           |       |
|  | Brazylia        | Brazylia  |           |                   |   |           |           |       |
|  | Paragwaj        | Paragwaj  | 12        |                   |   |           |           |       |
|  | Paragwaj        | Paragwaj  | 12        | Mecz o 3. miejsce |   |           |           |       |
|  |                 |           |           |                   |   |           |           |       |
|  | 30 czerwca 2019 |           |           |                   |   |           |           |       |
|  |                 |           |           |                   |   |           |           |       |
|  | Chile           | Chile     | 43        |                   |   |           |           |       |
|  | Chile           | Chile     | 43        |                   |   |           |           |       |
|  | Paragwaj        | Paragwaj  | 0         |                   |   |           |           |       |
|  | Paragwaj        | Paragwaj  | 0         |                   |   |           |           |       |

| 30 czerwca 201915:48 | Argentyna | 35:0 | Chile | Old Grangonian Club, Santiago |
| 30 czerwca 201915:48 |           | 35:0 |       | Old Grangonian Club, Santiago |

| 30 czerwca 201916:10 | Brazylia | 14:12 | Paragwaj | Old Grangonian Club, Santiago |
| 30 czerwca 201916:10 |          | 14:12 |          | Old Grangonian Club, Santiago |

| 30 czerwca 201918:42 | Argentyna | 26:0 | Brazylia | Old Grangonian Club, Santiago |
| 30 czerwca 201918:42 |           | 26:0 |          | Old Grangonian Club, Santiago |

| 30 czerwca 201918:20 | Chile | 43:0 | Paragwaj | Old Grangonian Club, Santiago |
| 30 czerwca 201918:20 |       | 43:0 |          | Old Grangonian Club, Santiago |

## Klasyfikacja końcowa
| Miejsce | Reprezentacja | Uwagi                                |
| ------- | ------------- | ------------------------------------ |
| 1       | Argentyna     | awans na: LIO 2020                   |
| 2       | Brazylia      | awans do: baraży o LIO 2020, IP 2019 |
| 3       | Chile         | awans do: baraży o LIO 2020          |
| 4       | Paragwaj      | -                                    |
| 5       | Kolumbia      | -                                    |
| 6       | Urugwaj       | -                                    |
| 7       | Peru          | -                                    |
| 8       | Kostaryka     | -                                    |
| 9       | Wenezuela     | -                                    |
| 10      | Gwatemala     | -                                    |